# Potomac
|  | Per a altres significats, vegeu «Potomac (desambiguació)». |

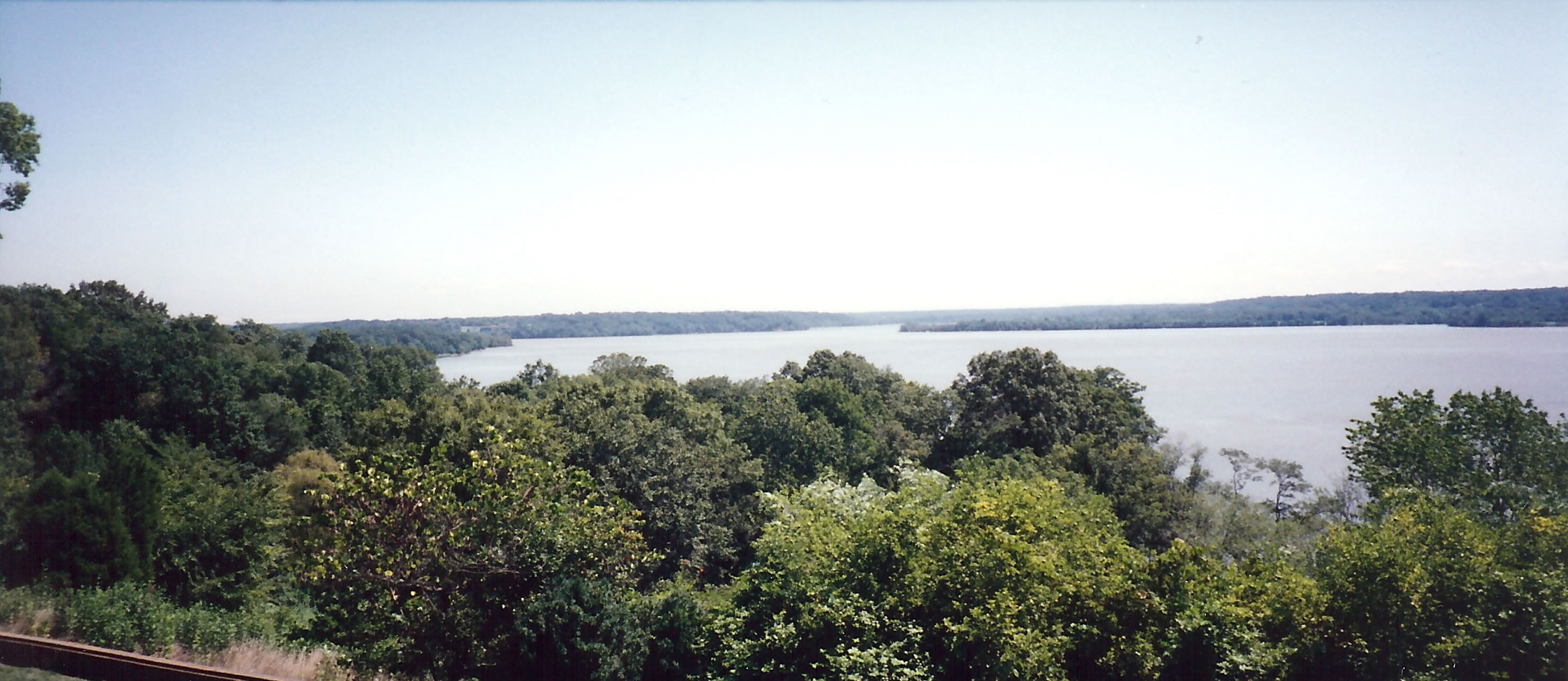
El Potomac des de Mount Vernon

El riu Potomac (/pəˈtoʊmək/) està situat a la costa atlàntica dels Estats Units d'Amèrica. Amb una longitud aproximada de 665 km i una conca de 38000 kilòmetres quadrats, és el quart riu atlàntic per àrea d'irrigació, i el 21è en la classificació del país. Més de 5 milions de persones viuen a les seves ribes, en una zona on la precipitació equivalent és de 8000 litres per persona i any.
Gairebé tot el riu, fins a la costa del sud, està dins de les fronteres de Maryland, segons la Carta de Maryland de 1632. Hi són excepcions una petita part que passa pel Districte de Colúmbia, districte federal dels Estats Units, i unes badies que son part de Virgínia.
Tota la Branca Nord del Potomac és part de l'estat de Maryland, fins a la línia de baixamar a la riba del sud. Només les seves capçaleres, que són dins l'estat de Virgínia Occidental. La Branca Sud del Potomac és part de l'estat de Virgínia Occidental, amb l'excepció de les seves capçaleres, que són a Virgínia.